# میستلین (دهانه)
میستلین یک دهانه برخوردی در ماه‌ است.

## دهانه‌های اقماری
این دهانه ۳ دهانه اقماری دارد.
| Maestlin | عرض جغرافیایی | طول جغرافیایی | قطر          |
| -------- | ------------- | ------------- | ------------ |
| H        | ۴.۷° N        | ۴۳.۵° W       | ۷.۰ کیلومتر  |
| R        | ۳.۵° N        | ۴۱.۵° W       | ۶۱.۰ کیلومتر |
| G        | ۲.۰° N        | ۴۲.۱° W       | ۴.۰ کیلومتر  |